# Geschlecht und Charakter

Geschlecht und Charakter, Erstausgabe 1903

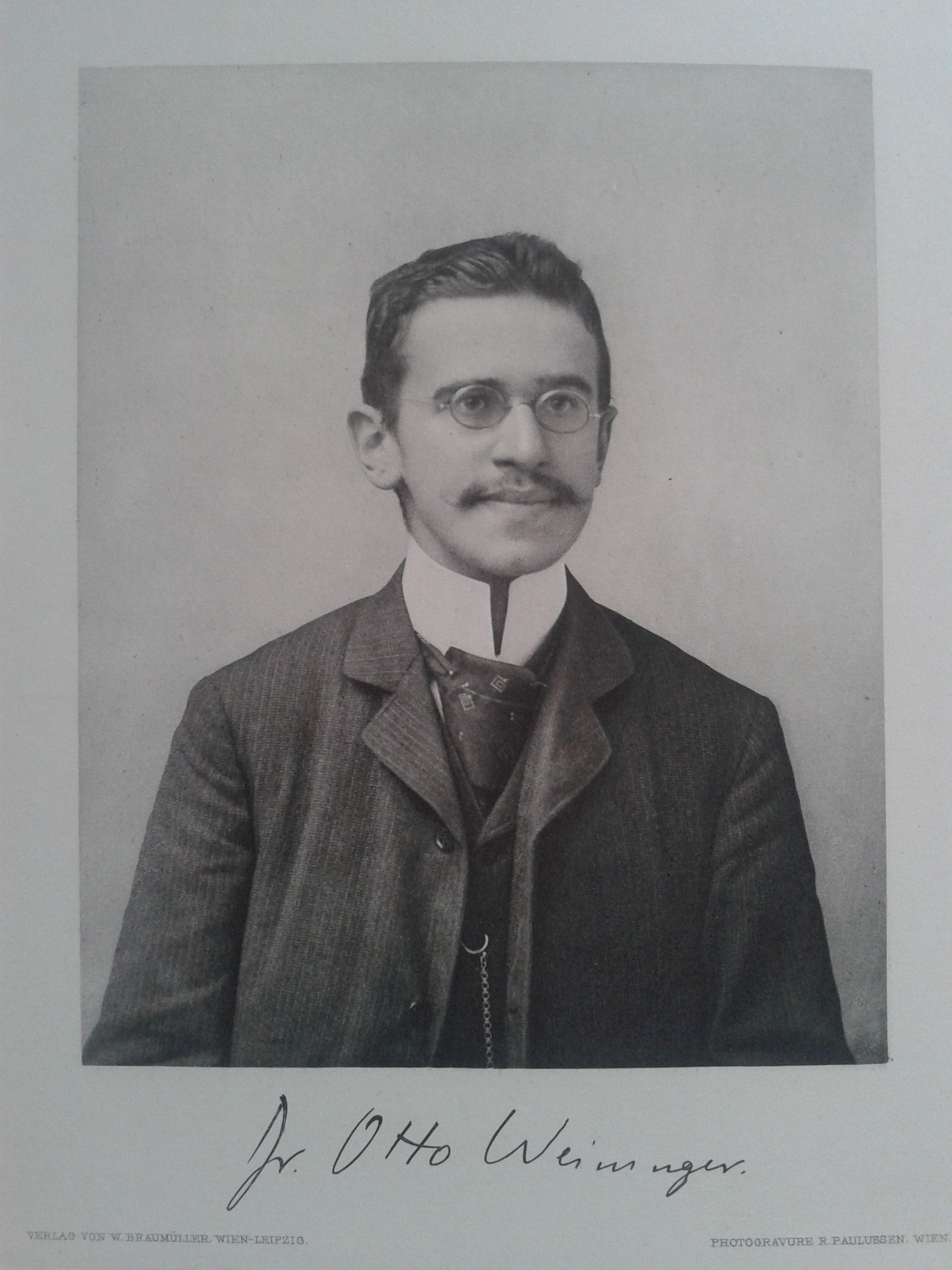
Otto Weininger 1903, Frontispiz der 3. Auflage von Geschlecht und Charakter, 1904. Heliogravüre von Richard Paulussen, Wien, mit faksimilierter Unterschrift

Geschlecht und Charakter ist ein Buch des österreichischen Philosophen Otto Weininger. Der 23-Jährige veröffentlichte es im Mai 1903, kurz vor seinem Suizid. Es gilt als sein Hauptwerk und zählt zu den klassischen Dokumenten der Wiener Moderne.

## Entstehung
Im Archiv der Österreichischen Akademie der Wissenschaften in Wien wurden in den 1980er-Jahren zwei versiegelte Pakete aufgefunden, die Otto Weininger im Frühsommer 1901 und Frühjahr 1902 zur Wahrung der Priorität seiner Ideen dort hinterlegt hatte. Titel waren Eros und Psyche. Biologisch-psychologische Studie und Zur Theorie des Lebens. Diese beiden Werke sind die Urfassungen von Weiningers Buch Geschlecht und Charakter.
Bereits im Herbst 1901 bemühte sich Otto Weininger um die Drucklegung seiner Arbeit Eros und Psyche, die er im Jahr 1902 seinen Professoren Friedrich Jodl und Laurenz Müllner als Dissertation vorlegte. Es kam zu einem Zusammentreffen mit Sigmund Freud, doch dieser empfahl das Werk nicht, wie erhofft, einem Verleger. Weiningers Dissertation wurde von seinen Professoren angenommen, er wurde Doktor der Philosophie.
Nach Monaten konzentrierter Arbeit erschien im Juni 1903 Geschlecht und Charakter – Eine prinzipielle Untersuchung, die das „Verhältnis der Geschlechter“ in ein „neues Licht“ zu rücken wünschte, im Wiener Verlagshaus Braumüller & Co. Es war dies der Text von Weiningers Doktorarbeit, um drei entscheidende Kapitel erweitert: „Das Wesen des Weibes und sein Sinn im Universum“, „Das Judentum“ und „Das Weib und die Menschheit“, in denen sich Weiningers Tendenzen zum Antisemitismus, zur Misogynie und zur unbeherrschten Metaphysik entfalteten.
Das Buch wurde zwar nicht ablehnend aufgenommen, doch die von Weininger erwartete und erhoffte Sensation blieb aus. Am 3. Oktober 1903 starb Weininger in Wien, in Beethovens Sterbehaus in der Schwarzspanierstraße, durch Suizid.

## Inhalt

Titelblatt der Erstausgabe von 1903

In seinem Hauptwerk offenbarte Otto Weininger eine, trotz seiner jüdischen Abstammung, scharf ablehnende Haltung alles Jüdischen und erwies sich zugleich als Verfechter einer frauen- und körperfeindlichen Geisteshaltung. Die Werte höheren Lebens seien der Frau ebenso unzugänglich wie die Welt der Ideen. Je weiblicher das Weib, desto mehr verkörpere es eine rein geistlose Geilheit. Erst durch den Mann empfange die Frau ein Leben aus zweiter Hand.
Weininger verbindet dies mit antisemitischen Ansichten: Der Jude, behauptet er, sei auf Grund seines „weiblichen“ Wesenskerns „stets lüstern und geil“; „der geborene Kommunist“; von Natur aus „ein Kuppler“ und nicht eigentlich fromm, da er „gar nicht glauben“ könne. Dennoch dämmere eine kleine Hoffnung. Die jüdische Nicht-Existenz sei „Zustand vor dem Sein“ und daher müssten die Juden „gegen sich kämpfen, innerlich das Judentum in sich besiegen“, um Menschen, also Männer, zu werden. Auch Jesus Christus „war ein Jude, aber nur, um das Judentum in sich am vollständigsten zu überwinden“. Daher „ist er der größte Mensch“, der seine „besondere Erbsünde“ – nämlich Jude zu sein – durch die „vollkommene Negation“ seines Wesens besiegt hätte. Weininger versteht „den Juden“ dabei als männlichen Juden, „die Jüdin“ wird nur in einer Passage in seinem Text erwähnt.
Das Judentum verbindet Weininger explizit mit Weiblichkeit, das Christentum hingegen mit Männlichkeit. Daraus leitete er die Gleichung ab, dass „der Jude“ ein Weib sei. Da beide, Frauen und Juden, nur Sexualität, nur Körper und Materie seien, bar jeden Geistes, jeder Seele und jeder Sittlichkeit und unfähig zur sexuellen Askese, stellten sie eine Bedrohung dar. Die Gesellschaft müsse laut Weininger die weiblichen Elemente überwinden und sich an männlichen orientieren. Er fordert eine neue Menschheit, die auf einer neuen Männlichkeit konstruiert sein soll. Eine Übereinstimmung von Männlichkeit und Gesellschaftsordnung wird postuliert. Sätze wie „Der Phallus ist das Schicksal des Weibes“ – „Der tiefststehende Mann steht noch unendlich hoch über dem höchststehenden Weibe“ – „Der Jude singt nicht“ – „Der absolute Jude aber ist seelenlos“ – „Alle Fécondité ist nur ekelhaft“ – „Reisen ist unsittlich“ gehören zu den Bauelementen seines Gedankengerüstes.

„Dem neuen Judentum entgegen drängt ein neues Christentum zum Lichte; die Menschheit harrt des neuen Religionsstifters, und der Kampf drängt zur Entscheidung wie im Jahre eins. Zwischen Judentum und Christentum, zwischen Geschäft und Kultur, zwischen Weib und Mann, zwischen Gattung und Persönlichkeit, zwischen Unwert und Wert, zwischen irdischem und höherem Leben, zwischen dem Nichts und der Gottheit hat abermals die Menschheit die Wahl. Das sind die beiden Pole: es gibt kein Drittes Reich.“

### Mann und Frau
Weininger widmete Geschlecht und Charakter der „theoretischen und praktischen Lösung“ der „Frauenfrage“. Sein Werk trat mit einem universalen Deutungsanspruch auf. Im Mittelpunkt steht der Geschlechtsunterschied zwischen Mann und Frau. Die beiden Pole, zwischen die das Weltbild Weiningers in seinem Buch gespannt ist, heißen „der Mann“ und „das Weib“. Das Buch ist auf dem Geschlechtergegensatz aufgebaut. Daraus wächst eine dualistische Philosophie, die sich in den Dienst einer Sexualmythologie stellt.
Weininger versuchte sich an der Definition des Männlichen und Weiblichen, und zwar vor dem Hintergrund der Annahme, dass in allen lebenden Dingen ein Anteil von beiden zu finden sei. Niemals komme „weiblich“ oder „männlich“ in Reinform vor, sondern stets in Mischung. Weininger platzierte das Männliche an einem Ende einer Skala. In der Vorstellung von Weib und Trieb einerseits und Mann und Geist andererseits ordnete er „der Frau“ eine seelische und sittliche Minderwertigkeit am anderen Ende der Skala zu. In seinem Kapitel über das „Wesen des Weibes und sein Sinn im Universum“ schreibt Weininger, der „reine Mann“ sei „das Ebenbild Gottes, des absoluten Etwas, das Weib, auch das Weib im Manne, ist das Symbol des Nichts: das ist die Bedeutung des Weibes im Universum, und so ergänzen und bedingen sich Mann und Weib.“ Frauen beschreibt er durch eine Aufzählung von Mängeln: Frauen hätten kein Ego, keine Seele, keine Moral, keine Gedanken, sie seien zu keiner geistigen Orientierung und schöpferischen Produktivität fähig, sie „haben keine Existenz und keine Essenz, sie sind nicht, sie sind nichts“. Frauen erhielten Existenz, „erst indem der Mann seine eigene Sexualität bejaht“, so Weininger. Verneint der Mann seine Sexualität, was Weininger als „Heilmittel“ ansieht, dann verschwinde die Frau und mit ihr das Judentum, das Weininger mit Weiblichkeit gleichsetzt. Stabile Männlichkeit ist laut Weininger nur durch die Negierung des Weiblichen zu erreichen, denn die „tiefste Furcht im Manne“ ist die „Furcht vor dem Weibe“, die „Furcht vor dem lockenden Abgrund des Nichts“.

### Theorie der Bisexualität
In seiner Theorie der körperlichen und seelischen Bisexualität knüpft Weininger an eine lange Tradition an, in der Androgynie als Natur des Menschen beschrieben wurde. Selbst verweist er u. a. auf indische Mythen (siehe Ardhanarishvara) und das „Gastmahl“ Platons. Im 19. Jh. waren Theorien körperlicher und seelischer Bisexualität verbreitet, Weininger arbeitet eine Theorie der Bisexualität aus. Aufgestellt hatte die Theorie vor Weininger auch der Berliner Arzt Wilhelm Fliess, der mit Sigmund Freud befreundet war und über den Freud von dieser Idee Kenntnis erhielt, worauf ein Prioritätenstreit unter den beiden Wissenschaftlern ausbrach.
Weininger geht davon aus, dass jeder Mensch bisexuelle Anlagen in sich trägt: „Alle Eigentümlichkeiten des männlichen Geschlechts sind irgendwie, wenn auch noch so schwach entwickelt, auch beim weiblichen Geschlechte nachzuweisen; und ebenso die Geschlechtscharaktere des Weibes auch beim Manne sämtlich irgendwie vorhanden, wenn auch noch so zurückgeblieben in ihrer Ausbildung.“ Den „idealen Mann“ und das „ideale Weib“ sieht Weininger als Idealtypen, „die es in der Wirklichkeit nicht gibt“. Vielmehr gebe es „unzählige Abstufungen“ und „sexuelle Zwischenformen“ zwischen den Geschlechtern: „Und ebenso gibt es nur alle möglichen vermittelnden Stufen zwischen dem vollkommenen Manne und dem vollkommenen Weibe, Annäherungen an beide“. Bei seinen Ausführungen stützt sich Weininger auf die Embryologie, die eine „geschlechtliche Undifferenziertheit der ersten embryonalen Anlage des Menschen, der Pflanzen und der Tiere“ festgestellt habe.
Jacques Le Rider kritisiert das Vorgehen Weiningers, da dieser nur solche Forschungsergebnisse zitiere, die seine These stützen. Zum Beispiel führt Weininger die Publikationen von Martin Rathke aus dem Jahr 1825 an und zitiert Aristoteles sowie Sprichwörter und Redensarten. Die Forschungsarbeiten von Gregor Mendel zum Thema Vererbung wie auch die Entdeckung der Chromosomen erwähnt er hingegen nicht. Le Rider ist der Auffassung: „Das Wissen, auf das sich sein Gesetz der Bisexualität stützt, ist weitgehend überholt.“
Aus seiner These der menschlichen Bisexualität leitet Weininger das „Gesetz des sexuellen Anziehung“ ab. Prozentuale Anteile der konträren Geschlechtlichkeit erhielten sich bei Menschen zu verschiedenen Graden und aus den Ergänzungsverhältnissen ergäben sich die Gesetze der sexuellen Anziehung. Jedes Individuum versuche dabei, seinen unvollständigen Prozentsatz von „M“ oder „W“ zu vervollständigen. In Abstraktion hieße das, dass immer ein ganzer Mann (M) und ein ganzes Weib (W) zueinander streben, bzw. ihr sexuelles Komplement suchen. Besteht ein Mann also aus 3/4 M und 1/4 W, so wird er von einer Frau angezogen, die sich aus 1/4 M und 3/4 W zusammensetzt, und umgekehrt.
Statt die Möglichkeit der Freiheit von Geschlechterrollen und ihren Zwängen wahrzunehmen, fordert Weininger aber deren „Überwindung“. Wie der Mann seine Anteile an „W“ ausmerzen muss, so gilt dasselbe auch für die Frau. Der Grad ihrer Emanzipation hängt ab vom Grad ihrer „M“-Werdung. „Geschlecht und Charakter“ erreicht seinen Gipfel in den Formeln: „Das Weib besitzt kein Ich, das Weib ist das Nichts“.
In Weiningers letzten Tagebuchaufzeichnungen heißt es: „Der Haß gegen die Frau ist nichts anderes als der Haß gegen die eigene, noch nicht überwundene Sexualität“ – was zu Vermutungen über eine Homosexualität Anlass gegeben hat.

### Frauenbewegung
Weininger verwendet seine Theorie der Bisexualität, um die Frauenbewegung zu erklären. Er ist der Auffassung, dass „das Emazipationsbedürfnis und die Emazipationsfähigkeit einer Frau nur in dem Anteile an M begründet liegt, den sie hat“. Laut Weininger zeigt sich „das Bedürfnis nach Befreiung und Gleichstellung mit dem Manne nur in männlichen Frauen“, wohingegen der Idealtypus „W“ „keinerlei Bedürfnis nach der Emanzipation empfindet“. Jedoch hat nach Weiningers Auffassung sogar das „männlichste Femininum“ nicht mehr als 50 % an „M“, dem das Femininum seine ganze Bedeutung verdanke.
Die Frauenbewegungen sieht Weininger als Ergebnis rekurrierender Phasen in der Geschichte, in welchen „männliche“ Frauen und „weibliche“ Männer geboren wurden. Er spricht sich gegen die Frauenbewegung aus, die Frauen zum Studieren, Schreiben usw. verleitet, das „Bildungsstreben induziert“ und das Frauenstudium in Mode gebracht habe. Aus diesem Grund fordert er die Abschaffung der Frauenbewegung: „Weg mit der Parteibildung, weg mit der unwahren Revolutionierung, weg mit der ganzen Frauenbewegung, die in so vielen widernatürliches und künstliches, im Grunde verlogenes Streben schafft.“ Die Forderungen der Frauenrechtlerinnen nach dem aktiven und passiven Wahlrecht lehnt Weininger mit dem Argument ab, dass man auch „Kindern, Schwachsinnigen, Verbrechern“ kein politisches Mitspracherecht einräume und dass „die Frau von einer Sache ferngehalten werden [dürfe], von der lebhaft zu befürchten steht, daß sie durch den weiblichen Einfluß nur könnte geschädigt werden.“

## Wirkung

Geschlecht und Charakter, 26. Auflage (1925)

Weininger gelangte mit seinem Buch zu umstrittenem Ruhm; für geistesgestört hielt ihn die psychiatrische Fachwelt, für dubios die philosophische und für genial die literarische. Mit seiner „prinzipiellen Untersuchung“ wurde er zum Inbegriff eines Weiberfeindes, Judenhassers und Keuschheitsapostels. Eine große Leserschaft identifizierte sich mit seinen antifeministischen und antisemitischen Theorien, bis in die 1930er-Jahre bezeugten immer neue Auflagen seinen Erfolg. In Italien genoss Weininger u. a. bei Julius Evola und Giorgio de Chirico Anerkennung und seine Überlegungen wurden von dem französischen Schriftsteller Paul Vogt in dessen Werk Le sexe faible (1908) imitiert. Oskar Kokoschka dramatisierte die Schrift in seinem Einakter Mörder, Hoffnung der Frauen. Manche Ideen Weiningers wurden von Karl Kraus und August Strindberg aufgegriffen und beeinflussten maßgeblich das Werk von Elias Canetti, Robert Musil, Georg Trakl und Ludwig Wittgenstein und damit nachhaltig die österreichische Geistesgeschichte.
Die Ausführungen Weiningers zum Judentum bilden innerhalb der Geschichte des modernen Antisemitismus eine der literarisch wirkungsvollsten Versionen judenfeindlicher Ideologie. In seiner Beschreibung „des Juden“ wählt er Kategorien äußerster Negativität. Stereotype, aus der antisemitischen Propaganda übernommene Urteile werden herangezogen, um „das Judentum“ gegenüber dem Christentum zu kennzeichnen. Dabei appelliert Weininger durch seine Formulierungen häufig an antisemitische Ressentiments. So gehöre das Judentum zu den wichtigsten Störfaktoren der gesellschaftlichen Ordnung. Das Christentum stelle demgegenüber die „absolute Negation“ des Judentums dar.
Obwohl es im Wien des Fin de siècle immer wieder Juden gab, die sich von ihrer Religion abwandten (dieses Phänomen konnte auch bei anderen Religionen dokumentiert werden), enthielt Geschlecht und Charakter doch besonders starke, auch durch den Vater mitbeeinflusste antisemitische Tendenzen. Weininger sah seine Zeit nicht nur als „die jüdischeste, sondern auch die weibischeste aller Zeiten“. Er nannte sie „die Zeit des leichtgläubigsten Anarchismus, die Zeit ohne Sinn für Staat und Recht“.
Zur Zeit der Veröffentlichung des Buches war ein Diskurs über eine angebliche Verweiblichung und Nervosität von Männern in Österreich besonders ausgeprägt. Es wurde angenommen, dass diese Nervenschwäche weibische Männer und männische Frauen hervorbringe und nur durch besonders männliche Handlungen auf nationaler (z. B. Krieg) und privater Ebene (z. B. durch „Eroberung“ des weiblichen Körpers) überwunden werden könne. Juden wurden dabei als besonders nervenschwach und verweiblicht wahrgenommen. Diese Krise der Männlichkeit fand laut Ernst Hanisch in Geschlecht und Charakter ihren „stärksten und einflussreichsten Ausdruck“. Hanisch ist der Ansicht, Weiningers Werk könne „als verzweifelter männlicher Hilfeschrei verstanden werden, als Ausdruck der Urangst vor der Frau, als ein einziger Protest gegen die Verweiblichung, letztlich: als Eingeständnis der Schwäche.“
Während es neun Jahre dauerte, bis die 600 Exemplare der ersten Auflage von Sigmund Freuds „Traumdeutung“ (erschienen 1900) verkauft waren, erschien die zweite Auflage von „Geschlecht und Charakter“ bereits im November 1903, einen Monat nach Weiningers Selbstmord und die dritte im Januar 1904. Drei weitere Auflagen wurden 1904 gedruckt. In Deutschland und Österreich wurde das Buch zum Bestseller. Zwischen 1903 und 1912 erschienen zwölf der insgesamt 28 Auflagen des Werks, alle im Braumüller-Verlag. Der Braumüller-Verlag druckte eigene Werbeprospekte mit zahlreichen Huldigungen, darunter die von Karl Kraus, dem Herausgeber der Fackel, der an der Spitze der Weininger-Anhängerschaft stand: „Ein Frauenverehrer stimmt den Argumenten seiner Frauenverachtung begeistert zu!“ Kraus widmete Weininger auch einen Nachruf, in dem er schrieb: „Dieser Selbstmord war in einem Anfall von geistiger Klarheit begangen […] Weininger hatte Gründe, metaphysische und religiöse, im Beginn einer großen Laufbahn das Leben wegzuwerfen.“
Die Liste der Verehrer und Bewunderer ist lang und beinhaltet u. a. Arthur Trebitsch, Alfred Kubin, Elias Canetti, Walter Serner, Heimito von Doderer. Georg Simmel, Henri Bergson, Fritz Mauthner, Ernst Mach und Alois Höfler setzten sich in Kollegs und Gegenschriften mit Weiningers Gedanken auseinander. Die Kunstsammlerin und Literatin Gertrude Stein las Weininger in englischer Übersetzung und drängte vielen ihrer Freunde das Werk auf, beinahe, als sei es ein Handbuch für ihre eigenen Ansichten. Ernst Bloch nannte Weiningers Buch „eine einzige Anti-Utopie des Weibes“, der Schriftsteller Karl Bleibtreu meinte, Weiningers Tod sei im Grunde eine „höhnische Absage an unser Zeitalter“ gewesen und schrieb: „Philosophische Gewissheit der Unsterblichkeit jeder Seelenmonade kann dazu verführen, lieber sofort das unbekannte Land jenseits der Bewusstseinsschwelle aufzusuchen als sich länger in unsrer Kleinlichkeit und Niedrigkeit herumzuschlagen.“
Sigmund Freud schrieb 1909 über Geschlecht und Charakter: „Der Kastrationskomplex ist die tiefste unbewußte Wurzel des Antisemitismus […] Auch die Überhebung über das Weib hat keine stärkere unbewußte Wurzel. Weininger […] hat in einem vielbemerkten Kapitel den Juden und das Weib mit der gleichen Feindschaft bedacht und mit den nämlichen Schmähungen überhäuft. Weininger stand als Neurotiker völlig unter der Herrschaft infantiler Komplexe; die Beziehung zum Kastrationskomplex ist das dem Juden und dem Weibe dort Gemeinsame.“ Theodor Lessing kritisierte 1930 in seinem Buch Der jüdische Selbsthass in einer Fallstudie über Weininger dessen „wildbewegtes“ Buch und dessen Lehre, „welche doch nichts ist als ein tolles Naturspiel von krankhafter Verstiegenheit und von brutaler Willkür. Ich meine die krüde und rüde Lehre vom Judentum.“ Sie sei der Schlüssel zu dem ungeheuren Schicksal eines tragischen Selbsthasses schreibt Lessing und bezeichnet Weininger als „jüdischen Ödipus und herakliteische Natur in einem“.
Der Philosoph Ludwig Wittgenstein verteidigte ihn 1931 gegenüber George Edward Moore: „Es stimmt, er ist verschroben, aber er ist großartig und verschroben… Sein gewaltiger Irrtum, der ist großartig.“
Der Nationalsozialismus beendete den Siegeszug des Buches. Geschlecht und Charakter wurde verboten, da sein Autor Jude war. Im faschistischen Italien fungierte Sesso e Carattere als Kriegsmaschine gegen die „jüdisch-entartete“ Psychoanalyse. An der Universität Bologna wurde zur Zeit des Faschismus über Weininger gelesen. Julius Evola setzte Weininger in Metafisica del sesso als Abschirmung gegen Freud ein. „Weininger hat mir viele Dinge klargemacht“, äußerte Benito Mussolini gegenüber Emil Ludwig.
Danach geriet Weiningers Buch in Vergessenheit, die Wiederentdeckung begann erst in Italien im Kreis der nuova destra, dann auch in Frankreich. 1980 veröffentlichte der Münchner Verlag Matthes & Seitz einen Nachdruck von Geschlecht und Charakter, das von zahlreichen Rezensionen begleitet wurde. Nike Wagner ist der Ansicht, „aus dem Traktat über die Weiber“ sei ein „Dokument zum Verständnis von Männerängsten und Männerwünschen geworden, ein Dokument, das die Emanzipation des Mannes noch dringlicher nahelegt als die der Frau.“ Jacques Le Rider schrieb 1985 in seinem Buch Der Fall Otto Weininger. Wurzeln des Antifeminismus und Antisemitismus: „Weiningers Buch erscheint als die Vollendung eines Jahrhunderts der ‚Gegenaufklärung‘, die um die Jahrhundertwende vor allem in Wien ihren Höhepunkt erreicht, wo sich die Frau stärker als je zuvor der Unterdrückung durch die patriarchalische Familie ausgeliefert sieht […] und der Antisemitismus von der Biologie gestützt wird.“

Der von Weininger eingeführte Begriff der Henide wurde in der Folge im österreichischen Roman mehrfach aufgegriffen.

## Vorstufen und Ausgaben
- Eros und Psyche. Biologisch-psychologische Studie. Manuskript, hinterlegt in der Akademie der Wissenschaften in Wien am 4. Juni 1901 zur Wahrung der Priorität, versiegeltes Schreiben No. 376.
- Zur Theorie des Lebens. Manuskript, hinterlegt in der Akademie der Wissenschaften in Wien am 1. April 1902 zur Wahrung der Priorität, versiegeltes Schreiben No. 390.
- Über Eros und Psyche. Dissertation. Wien 1902 (verschollen).
- Geschlecht und Charakter. Eine prinzipielle Untersuchung. Wilhelm Braumüller, Wien/Leipzig 1903.
  - Zweite, mehrfach verbesserte Auflage, mit einem Vorwort von Arthur Gerber (datiert November 1903), 1904 (noch 1903 erschienen).
  - Dritte mit der zweiten gleichlautende Auflage (ohne Vorwort von Gerber), „mit dem Bildnisse des Verfassers in Heliogravure“, 1904, Digitalisat.
  - 11. unveränderte Auflage, 1909, Digitalisat.
  - Nachdruck: Matthes & Seitz, München 1980 und 1997; ISBN 3-88221-312-4 (im Anhang: Weiningers Tagebuch, Briefe August Strindbergs sowie Beiträge aus heutiger Sicht).
- Unterschied zwischen Ich-Menschen und Weltmenschen. Auszüge aus „Zur Theorie des Lebens“, mit einem Vorwort von Hannelore Rodlauer: Zur Entdeckung unbekannter Manuskripte aus Weiningers Studienzeit. In: Weiningers Nacht., Europa Verlag, Wien 1988.
- Eros und Psyche. Studien und Briefe 1899–1902. Hrsg. von Hannelore Rodlauer. Sitzungsberichte der philosophisch-historische Klasse der Österreichischen Akademie der Wissenschaften. Wien 1990.